# Шорвью (город, Миннесота)
Шорвью (англ. Shoreview) — город в округе Рамси, штат Миннесота, США. На площади 33 км² (29 км² — суша, 4 км² — вода), согласно переписи 2002 года, проживают 25 924 человека. Плотность населения составляет 894,2 чел./км².
- Телефонный код города — 651
- Почтовый индекс — 55126
- FIPS-код города — 27-59998[1]
- GNIS-идентификатор — 0651996[2]